# クライスラー・レバロン
クライスラー・レバロン（Chrysler LeBaron）（クライスラー・レバロン・GTS（Chrysler Lebaron GTS）、クライスラー・ファントム（Chrysler Phantom））は、クライスラー社が生産/販売していたミッドサイズ/コンパクトサイズの乗用車である。
レバロン（LeBaron）とはスペイン語で「男爵（Le Baron）」という意味である。スペイン語で読むとレバロンであるが英語ではルバロンと読むため「クライスラー・ルバロン」とよばれることもある。
また、本来は「LeBaron」ではなく「Le Baron」であるためクライスラー・レ・バロン、クライスラー・ル・バロンとよばれることもある。
レバロンは元々はクライスラーの最上級ブランド、インペリアルで使用していた名前であった。

## 初代（1977年 - 1981年）

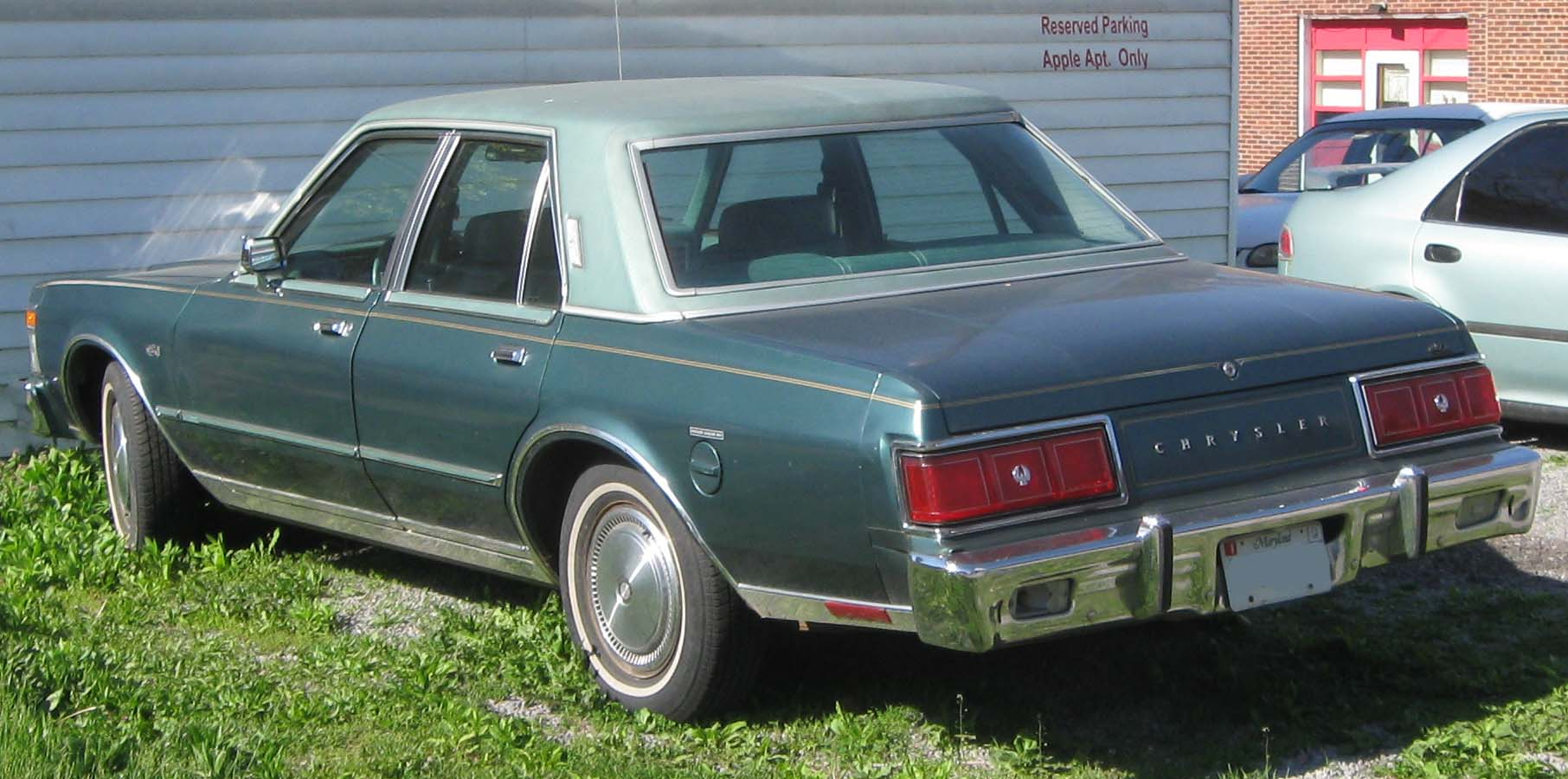
1977 - 1979年型 レバロン

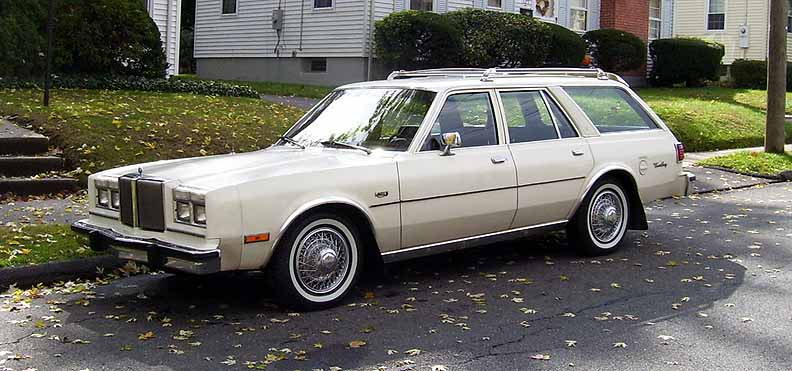
1980年型 レバロン・ワゴン

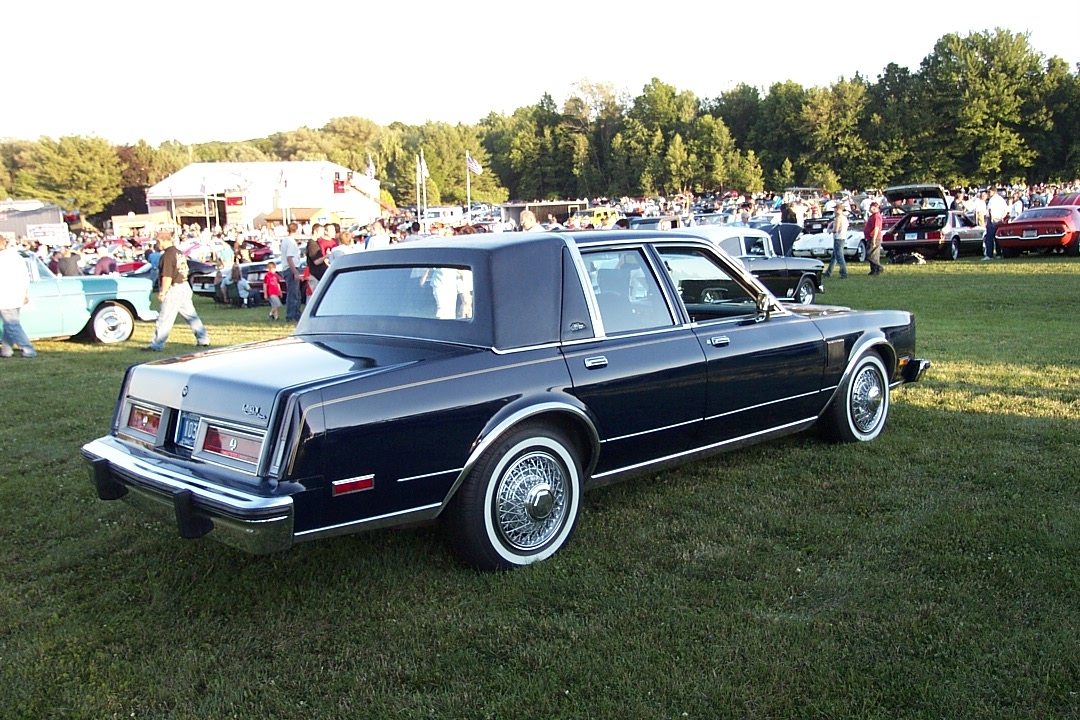
1981年型 レバロン・フィフスアベニュー

1977年に新開発のミッドサイズのMボディーを使用して登場した。
2ドア・クーペは同社の中・高年齢向けミッドサイズ・クーペのクライスラー・コルドバの若者向けバージョンというかたちで登場した。
4ドア・セダン、ステーションワゴンはクライスラー初のミッドサイズとなった。
姉妹車はダッジ・ディプロマット(カナダでの名前はプリムス・カラベル)。
1980年にモデルチェンジ(ビッグマイナー)し、同年から上級モデルのレバロン・フィフスアベニューも登場する。
このレバロン・フィフスアベニューは1982年からニューヨーカー・フィフスアベニューに改名され進化していくことになる。
1981年のみポリス・パッケージ(警察使用車)が存在する。

## 2代目（1982年 - 1988年）

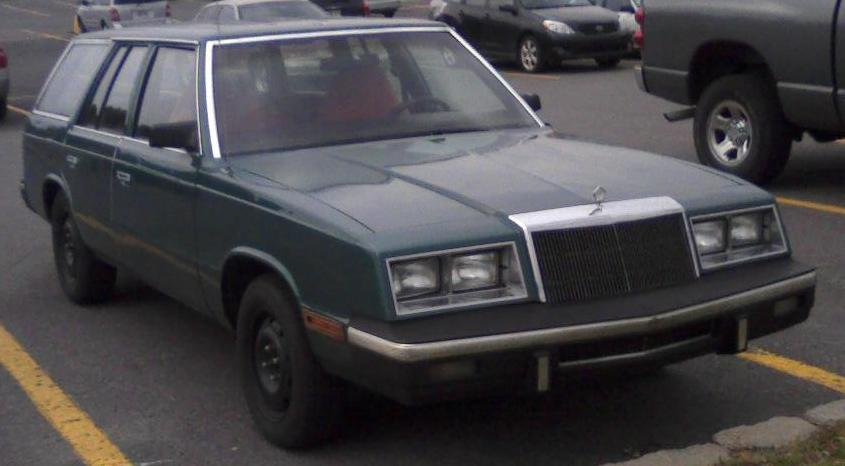
1982 - 1984年型 レバロン・ワゴン

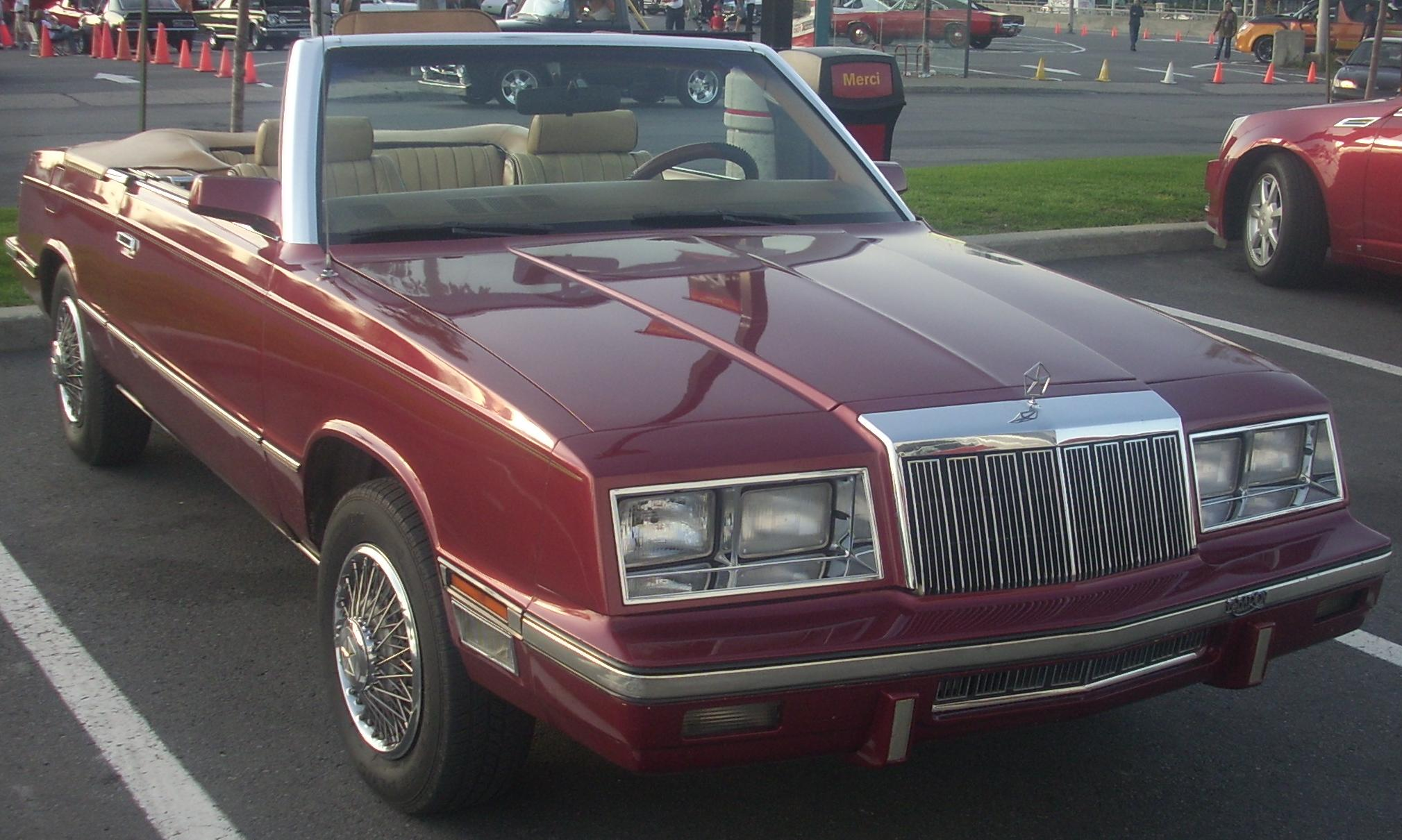
1984年型 レバロン・コンバーチブル

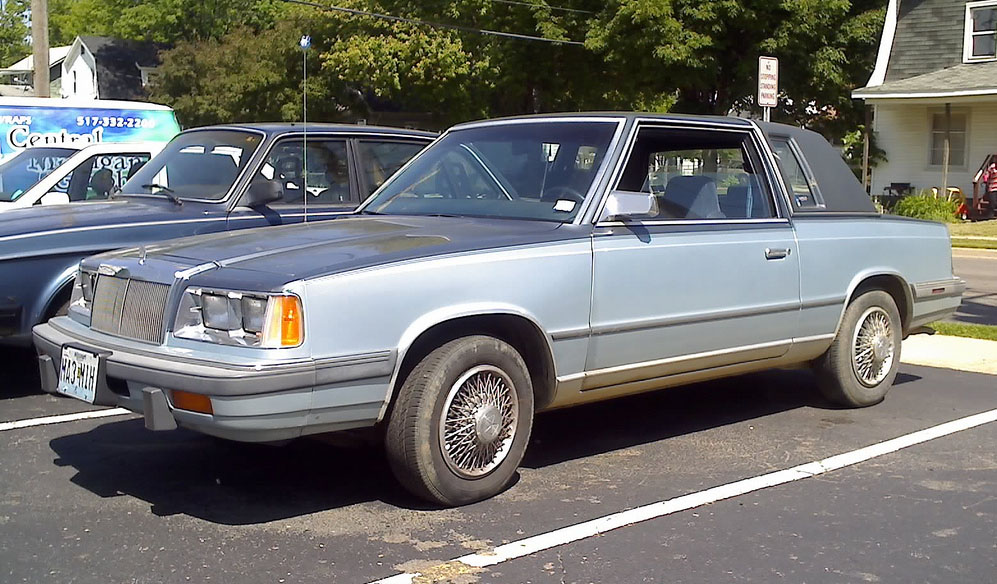
1986年型 レバロン・クーペ

1982年、レバロンはミッドサイズからコンパクトサイズのKカーにフルモデルチェンジする。
同時に米国では久々となる2ドアコンバーチブルも用意された。
2ドアコンバーチブルは安全の問題で1976年型のキャデラック・エルドラドを最後に姿を消していたが、当時の会長リー・アイアコッカの市場調査の結果、小規模な市場であるが、「運転好きの人々にドライブの楽しさを取り戻す」ことを目的に用意された。
価格帯は1万4000ドルであったが、必要資金の大きさを考え失敗を予想するものが多かったが、実際は発表直後大量の注文が入っていた。
注文主のなかにはブルック・シールズの名前もあったという。
1985年にモデルチェンジ(マイナー)する。
2ドア・クーペ、2ドア・コンバーチブルは1986年を最後にKカーベースのものが生産終了し、1987年からはJボディー（2代目)を使用してフルモデルチェンジした。
なお4ドアは1988年まで生産される。
コマーシャルの出演者は1975年～1981年までクライスラー・コルドバのコマーシャルに出演していたリカルド・モンタルバンであった。
リカルドは、他のクライスラー車のコマーシャルにも出演していた。

## GTSシリーズ（1985年 - 1989年）
レバロンGTSは、名前こそレバロンの名が含まれるが、プラットフォーム、ボディパネル共にレバロンとは別のものが用意されたスポーツセダンとして登場した派生モデルである。
レバロンGTSは小型のスポーツセダンとして開発され、当時の海外製スポーティセダンよりも優れた性能を売りにしていた。
初期のレバロンGTSにはベースモデルというものがなく「ハイライン」がベースモデルの役目をはたしていた。その上級には「プレミアム」が用意されていた。
1986年のみに"パシフィカ"という限定モデルが販売されている。

なお、このレバロンGTSは、1989年のみ普通の"レバロン"として販売されており、これは1988年に生産終了したレバロンと1990年から販売される新型レバロンまでの"つなぎ"といったカタチのモデルであった。
この1989年型レバロンに関しては、グレードは"GTS"のみとなっており、前年までのレバロンGTSと内容が同じであることを物語っている。

## 3代目 2ドア (1987年 - 1995年）

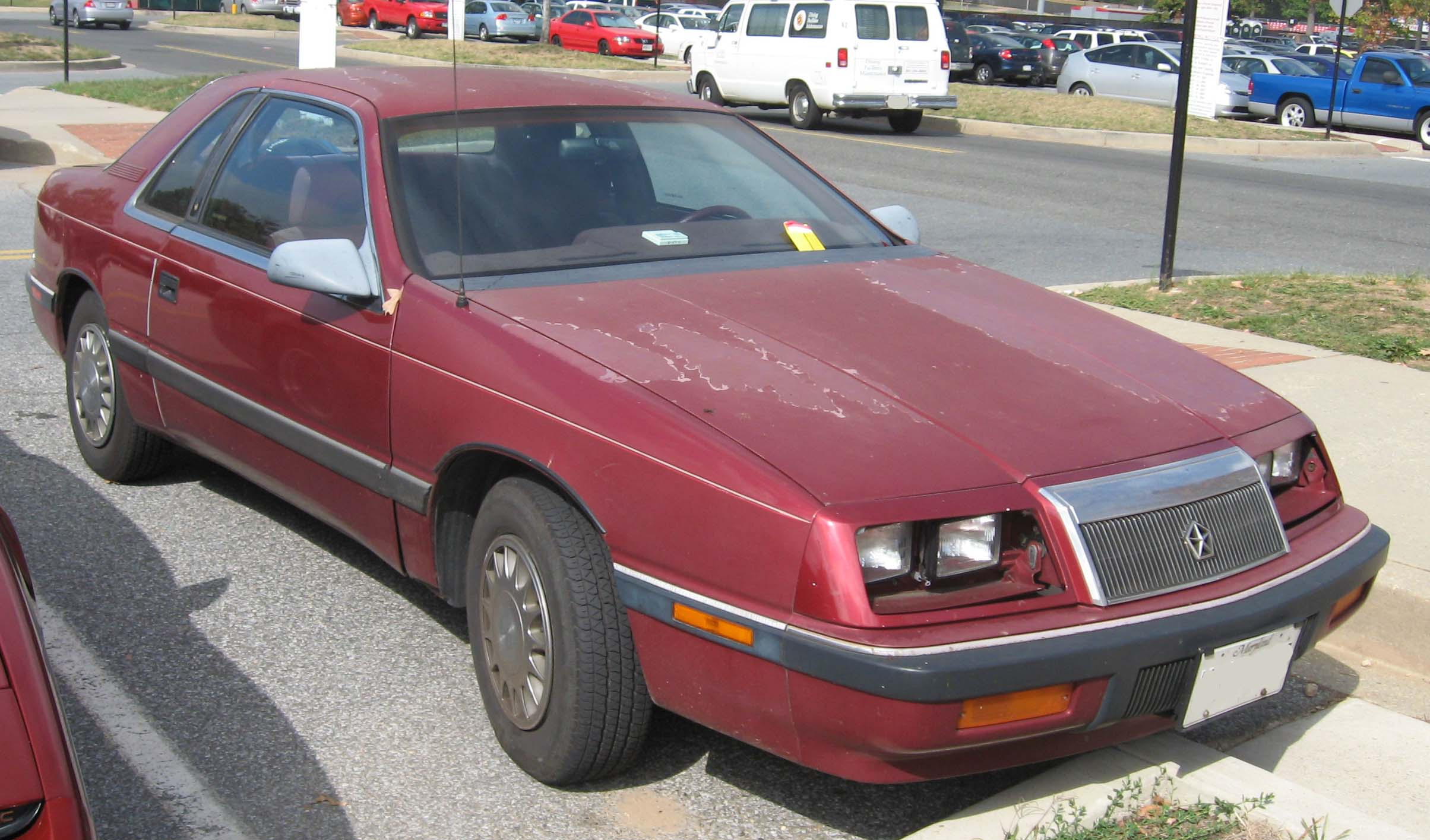
87～92年型 レバロン・クーペ(リトラクタブルヘッドライト開状態)

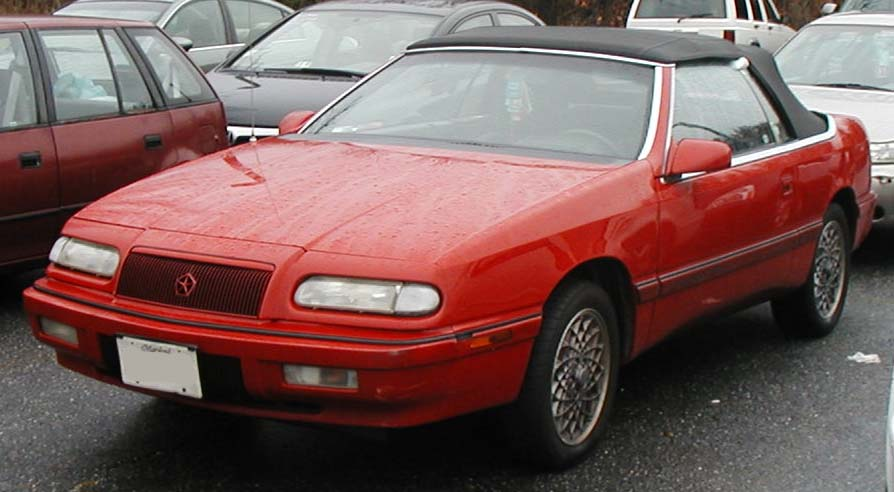
93～95年型 レバロン・コンバーチブル

レバロン・クーペとコンバーチブルは4ドアよりいち早く1987年にフルモデルチェンジを行った。
この時点で2ドアと4ドアは名前は同じもののプラットフォームの共有はしなくなっていた。
大きさはコンパクトサイズからミッドサイズに大型化したが、そのモダンでエアロダイナミックなデザイン、性能などで先代に負けない人気を博した。
メキシコでは4ドアのレバロンと区別するため「クライスラー・ファントム」の名前で販売され、より高性能な「ファントム・R/T」が存在した。
日本にも正式輸入されていた。
1987年～1992年まではヒデュン・ヘッドライト(リトラクタブル・ヘッドライト)が採用された。
アメリカの人気ドラマヴェロニカ・マーズの主人公「ヴェロニカ・マーズ(クリスティン・ベル)」の愛車が1993年～1995年型のレバロン・コンバーチブル(外装:黒、内装:タン)であり日常生活の移動手段として使用されていた。

## 3代目 4ドア（1990年 - 1994年）

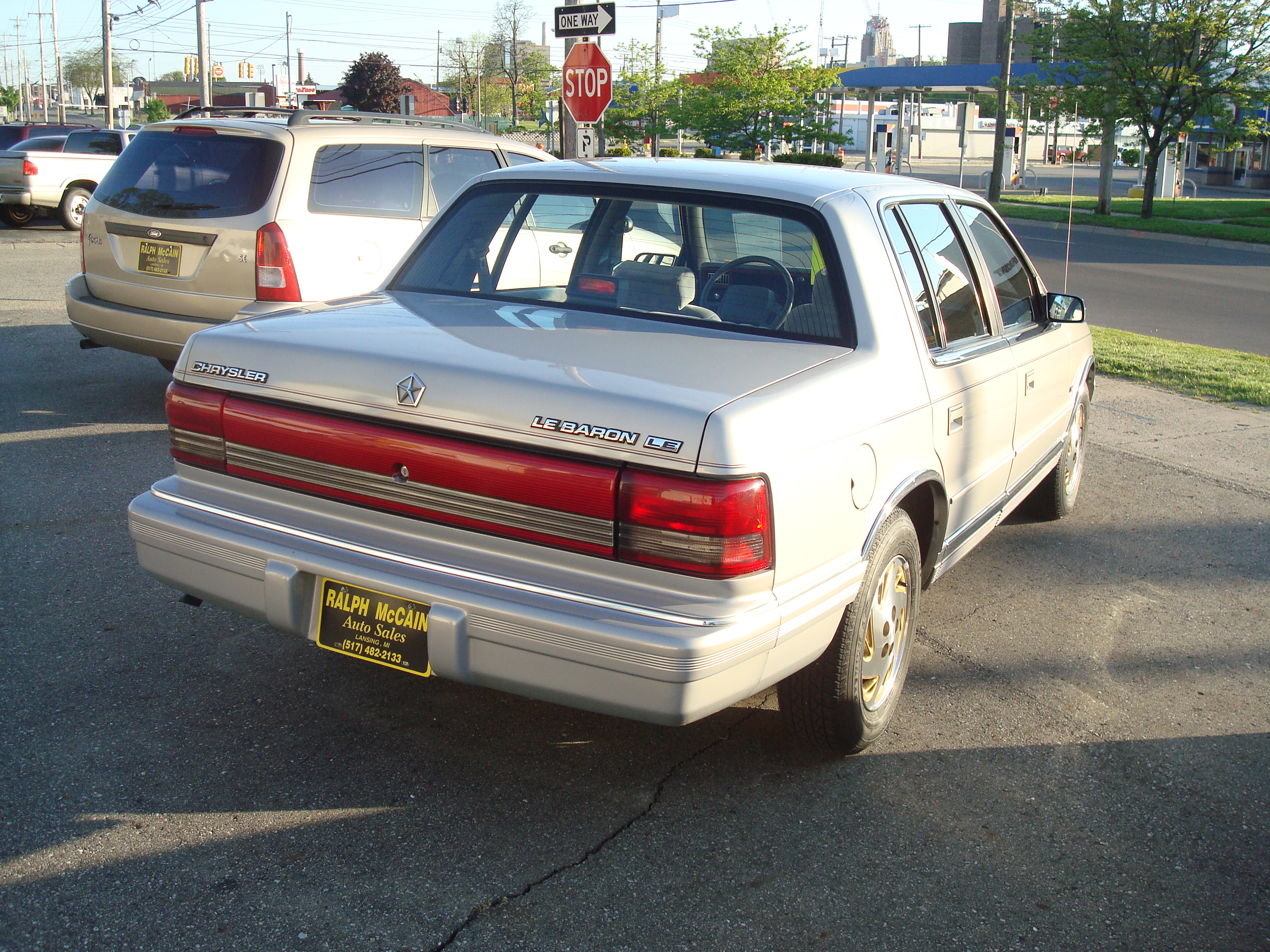
1994年型 レバロン・LE

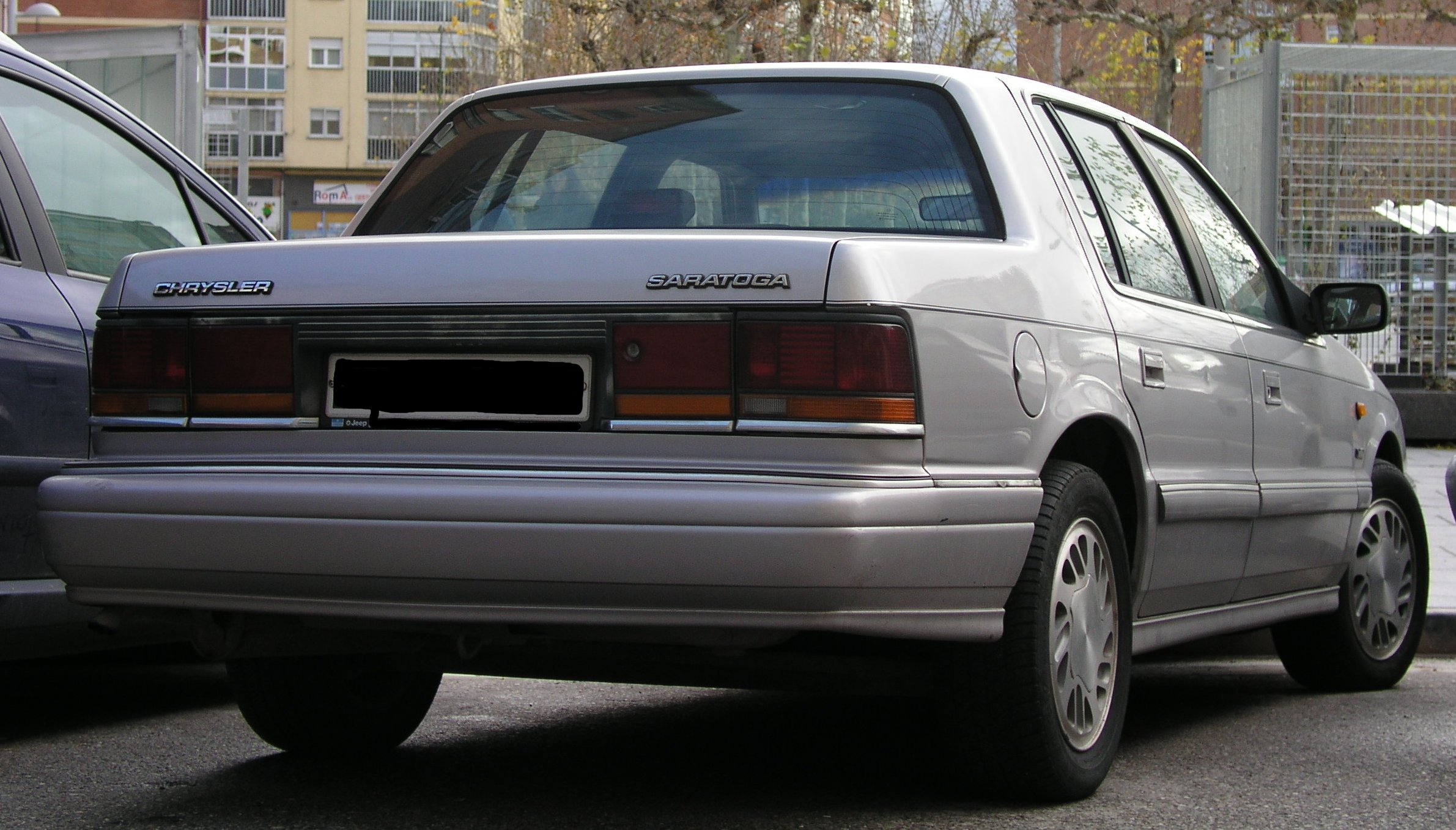
1992年型 サラトガ

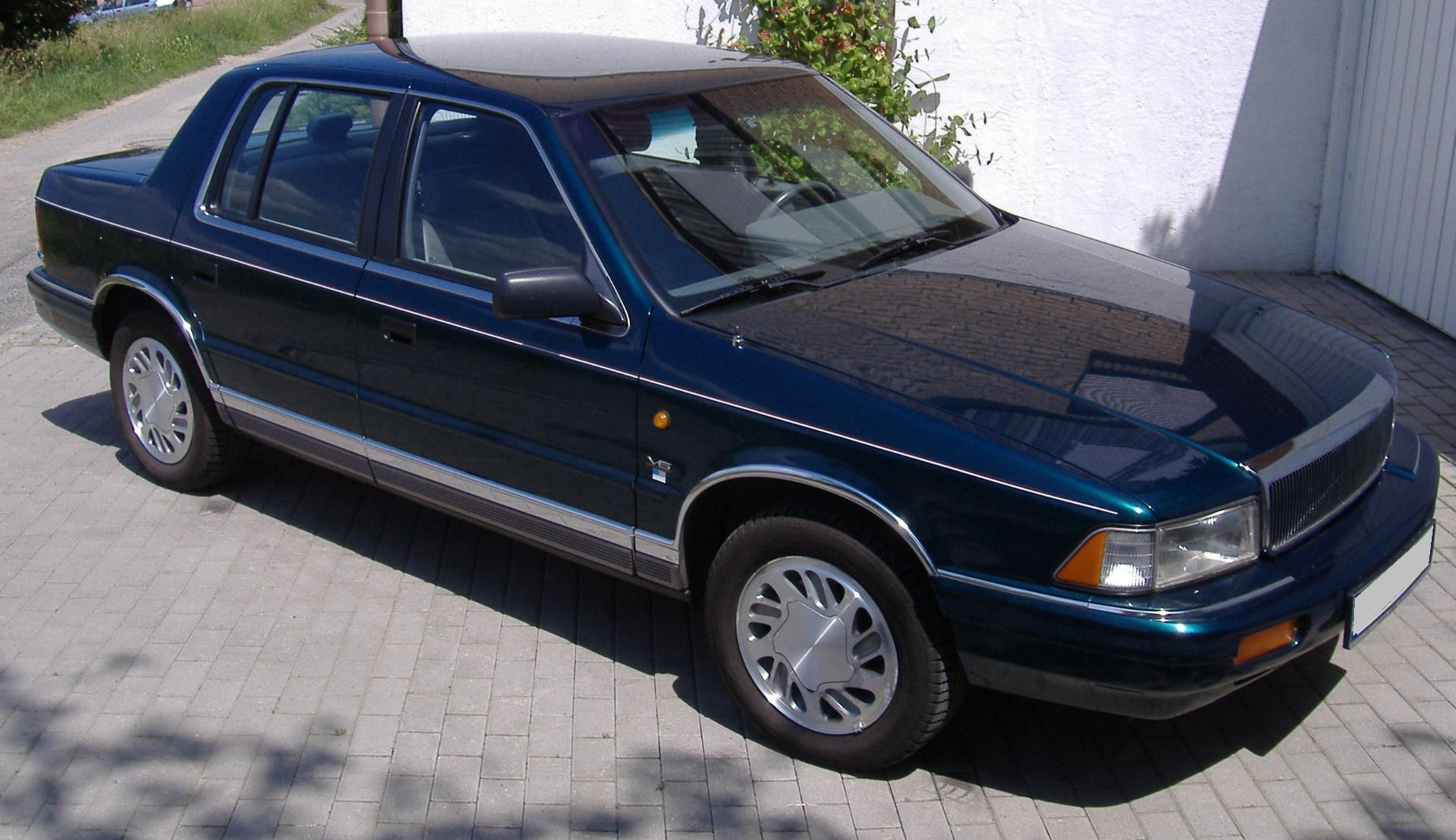
1994年型 サラトガ・LE

2ドアのフルモデルチェンジから3年過ぎてからのフルモデルチェンジとなった。
2ドア同様、コンパクトサイズからミッドサイズに大型化した。
同クラスのセダンと比べると手ごろな価格ながら、国内外の高級セダンに劣らない装備が設定されていた。
メキシコでは「レバロン」の名前で販売されていたが、姉妹車として「ニューヨーカー」の名前でもほぼ同じものが販売されていた。
このため、本来アメリカで販売されていた1988年～1993年型「ニューヨーカー・シリーズ」はメキシコでは販売されなかった。
ヨーロッパでは「クライスラー・サラトガ（Chrysler Saratoga）」の名前で販売された。
サラトガは販売区域により、味付けが変わっており、場所によっては外見がシンプルにまとめ上げられたスポーティ仕様に、場所によっては米国版レバロンと同じものが販売されていた。